# 총릉
총릉(聰陵)은 개풍구역에 위치한 고려 제30대 충정왕의 능이다.